# Alvis Sabre
L'Alvis Sabre era un veicolo corazzato da ricognizione britannico, variante della famiglia di veicoli cingolati CVR(T). Essenzialmente il veicolo era ottenuto dall'accoppiamento tra la torretta dell'autoblindo FV721 Fox e lo scafo del FV101 Scorpion.
Questo veicolo ibrido venne introdotto come sostituto meno costoso del cingolato da esplorazione FV107 Scimitar, utilizzando lo stesso armamento da 30 mm in una torretta la profilo leggermente più basso. Il mezzo fu immesso in servizio nel 1995 e, durante le prove sul campo iniziali, dimostrò alcuni limiti, in particolare sulla protezione. In seguito vennero introdotte alcune modifiche sulla torretta, inclusi lanciagranate fumogene riprogettati e mitragliatrice chain gun L94A1 da 7,62 mm in luogo della paricalibro standard FN MAG. La nuova arma, ottimizzata per l'impiego anti-personale, era dotata di caricatore a tramoggia laterale, che consentiva una ricarica più rapida rispetto all'alimentazione a nastro.
L'accoppiata tra la torre del Fox e lo scafo dello Scorpion non fu, in definitiva, un successo e il Sabre venne ritirato dal servizio nel British Army nel 2004.